# Učeň
Učeň (přechýlená podoba učnice nebo učenka, zastarale nebo žertovně učedník) je obecné označení pro člověka, který se systematicky připravuje na své budoucí povolání. Jedná se zpravidla o mladého člověka, který se svoji budoucí profesi teprve učí nebo se v ní zaučuje. Nejčastěji se tak děje při přípravě na nějaké dělnické povolání nebo řemeslnou profesi.
V současnosti se toto slovo nejčastěji používá ve smyslu „žák učňovské školy“. V historických dobách se ale obvykle jednalo o žáka, který se připravoval přímo pod vedením příslušného mistra svého řemesla nejčastěji v jeho vlastní řemeslnické dílně, ve které také zpravidla i bydlel a žil. Po složení tovaryšských zkoušek se z něho stal tovaryš.